# Lochmaeocles vestitus
Lochmaeocles vestitus är en skalbaggsart som först beskrevs av Bates 1885.  Lochmaeocles vestitus ingår i släktet Lochmaeocles och familjen långhorningar. Inga underarter finns listade i Catalogue of Life.